# Juliette Danion
Juliette Danion (Libourne, 7 de julio de 1981) es una deportista francesa que compitió en escalada. Ganó una medalla de oro en el Campeonato Europeo de Escalada de 2006, en la prueba de bloques.

## Palmarés internacional
| Campeonato Europeo | Campeonato Europeo       | Campeonato Europeo | Campeonato Europeo |
| Año                | Lugar                    | Medalla            | Prueba             |
| ------------------ | ------------------------ | ------------------ | ------------------ |
| 2006               | Birmingham (Reino Unido) | Medalla de oro     | Bloques            |